# Davis Cleveland
Davis Cleveland (ur. 5 lutego 2002) – amerykański aktor dziecięcy, raper i piosenkarz.

## Kariera
Rozpoczął karierę aktorską od występowania w Teksasie. Po przeprowadzce do Los Angeles zaczął grać w reklamach McDonald’s, Nintendo, Microsoft, Kmart i innych. Wystąpił gościnnie w wielu telewizyjnych serialach, m.in.: Hannah Montana, Powodzenia, Charlie!, Para królów oraz Jak poznałem waszą matkę. Największą rozpoznawalność wśród widzów przyniosła mu rola Flynna Jonesa, złośliwego młodszego brata CeCe Jones (Bella Thorne) w serialu Disneya Taniec rządzi.

## Filmografia
| Rok       | Serial                   | Rola         | Notki                          |
| --------- | ------------------------ | ------------ | ------------------------------ |
| 2010-2013 | Taniec rządzi            | Flynn Jones  | Disney Channel Original Series |
| 2011      | Powodzenia, Charlie!     | Flynn Jones  | Crossover Charlie Shakes It Up |
| 2011      | Powodzenia, Charlie!     | Skier        | rola gościnna                  |
| 2010-2011 | Zeke i Luther            | Roy Waffles  | Disney XD Original Series      |
| 2010      | Hannah Montana Forever   | Chłopiec     | 2 odcinki                      |
| 2010      | Para królów              | Chauncey     |                                |
| 2009      | Zaklinacz dusz           | Tyler Harmon |                                |
| 2009      | Gotowe na wszystko       | Jeffrey      |                                |
| 2008      | Jak poznałem waszą matkę | Andy         |                                |
| 2008      | Zabójcze umysły          | Ricky        |                                |